# SIAI S.22
Le SIAI S.22 est un hydravion de course italien construit par SIAI pour la Coupe Schneider 1921.

## Conception et développement
Le S.22 est un hydravion monoplace, bimoteur, biplan. Ses deux moteurs Isotta Fraschini V. 6bis de 300 ch sont montés sur huit jambes de suspension entre la coque et l'aile supérieure, en configuration push-pull.

## Histoire opérationnelle
Au cours de vols d'essai sur le Lac Majeur avant le Trophée Schneider 1921, le S.22 s'écrasa dans le lac, mettant fin à l'espoir de le voir représenter l'Italie dans la compétition.

## Opérateurs
Royaume d'Italie